# 新抚街道
新抚街道，是中华人民共和国辽宁省抚顺市新抚区下辖的一个乡镇级行政单位。2019年11月29日，将新抚街道大官社区千金路铁路以南部分行政区域划归福民街道管辖。

## 行政区划
新抚街道下辖以下地区：
新顺社区、广厦社区、平安社区、化塑社区、建新社区、大官社区、双桥社区、安居社区和华山工业园社区。